# 10655 Pietkeyser
10655 Pietkeyser è un asteroide della fascia principale. Scoperto nel 1960, presenta un'orbita caratterizzata da un semiasse maggiore pari a 2,7382616 UA e da un'eccentricità di 0,0712741, inclinata di 6,37779° rispetto all'eclittica.